# キューティーハニーF ハイパーハニー登場!!
『キューティーハニーF ハイパーハニー登場!!』（キューティーハニーフラッシュ ハイパーハニーとうじょう）は、テレビアニメ『キューティーハニーF』のミニアルバム。1997年10月21日に日本コロムビアより発売された。全4曲収録。

## 概要
テレビアニメ『キューティーハニーF』のオープニング主題歌「キューティーハニー」とイメージソング3曲を収録したミニアルバム。

## 曲目リスト
1. キューティーハニー （1:56）
  - 作詞：クロードQ／作曲：渡辺岳夫／編曲：亀山耕一郎／歌：SALIA
2. 明日のDoor 〜The Theme of KISARAGI HONEY〜 （3:20）
  - 作詞：四宮正恵／作曲：佐橋俊彦／編曲：佐橋俊彦／歌：永野愛
3. 聖羅 〜哀しみの紋章（エンブレム）/The Theme of MISTY HONEY〜 （4:43）
  - 作詞：石川絵理／作曲：佐橋俊彦／編曲：佐橋俊彦／歌：広谷順子
4. きっとVICTORY! 〜The Theme of CUTIE HONEY〜 （3:48）
  - 作詞：近藤由華／作曲：佐橋俊彦／編曲：佐橋俊彦／歌：堀江美都子